# Caspar von Schwartzenberg
Caspar von Schwartzenberg (* 16. oder 17. Jahrhundert in Aachen; † 7. August 1661 ebenda) war ein deutscher Schöffe und Bürgermeister der Reichsstadt Aachen.

## Leben und Wirken
Caspar von Schwartzenberg war der Sohn des Maximilian von Schwartzenberg zu Gitzbach und der Dorothea von Schwartzenberg zu Kalkofen sowie Vetter des Schöffen und Bürgermeisters Melchior von Schwartzenberg. Er wurde im Mai 1630 erstmals urkundlich als Schöffe erwähnt und trat 1631 in die Sternzunft, den Zusammenschluss der Aachener Schöffen, ein. Des Weiteren wurde er ab 1636 Mitglied in der Sakramentsbruderschaft von St. Foillan und später in das Sendgericht aufgenommen. Schließlich wurde von Schwartzenberg in den Jahren 1639, 1654, 1656 und 1658 zum Schöffenbürgermeister der Stadt Aachen gewählt, wobei er sich in seinen letzten drei Amtsperioden mit seinem Vetter Melchior im Amt jährlich abwechselte.
Seine erste Amtszeit war geprägt von den Auswirkungen des Dreißigjährigen Krieges, in dessen Verlauf der in Köln lagernde Melchior von Hatzfeldt im Dezember 1640 für einen Teil seiner beträchtlichen Truppen Winterquartier in Aachen einforderte, die von Schwartzenberg zunächst mit der Zusage umfassender Sach- und Geldleistungen abwenden konnte. 1641 reiste von Schwartzenberg als Vertreter Aachens zum Reichstag nach Regensburg, wo es ihm mit diplomatischem Geschick gelang, von Kaiser Ferdinand III. im Herbst 1641 einen Freibrief zu erwirken, der die Stadt von der Verpflichtung zur Einquartierung kaiserlicher Truppen entband.
Der Höhepunkt seiner letzten Amtszeit war die gemeinsame Teilnahme mit seinem Bürger-Bürgermeister Balthasar Fiebus, den Älteren als städtische Gesandte bei den Feierlichkeiten anlässlich der Krönung von Leopold I. am 5. August 1658 in Frankfurt am Main zum Römisch-deutschen König. Neben seinen städtischen Verpflichtungen war von Schwartzenberg nach dem Tod des aus Aachen stammenden Kölner Theologen Matthias Cremerius dessen Testamentsvollstrecker und Verwalter der beiden Cremerschen Stiftungen für die Stadt und das Kloster Marienthal.
Caspar von Schwartzenberg starb am 7. August 1661 und wurde am 11. August 1661 in der Franziskanerkirche beigesetzt. Er war verheiratet mit Catharina von Colin († 1680), einer Enkelin des ehemaligen Bürgermeisters Bonifacius Colyn und Herrn zu Linzenich; die Ehe blieb kinderlos.
Seit 1636 war von Schwartzenberg im Besitz des Buiterhofs, einem Nebenhof des Soerser Hauses, sowie über seinen Vater Erbe des Lehnshofs Gut Scherenbroek bei Heerlen und erwarb zudem mehrere Immobilien im Bereich der Aachener Kühgasse, der heutigen Kreuzherrenstraße.